# Anja Pärson
Anja Pärson (Umeå, Suècia 1981) és una esquiadora alpina sueca, una de les més destacades de la dècada del 2000. Guanyadora de sis medalles olímpiques també ha assolit 11 medalles en el Campionat del Món i ha guanyat dues vegades la combinada de la Copa del Món d'esquí alpí.

## Biografia
Va néixer el 25 d'abril de 1981 a la ciutat d'Umeå, població situada al comtat de Västerbotten.

## Carrera esportiva
Als 20 anys va participar en els Jocs Olímpics d'Hivern de 2002 realitzats a Salt Lake City (Estats Units), on aconseguí guanyar la medalla de plata en la prova d'eslàlom gegant i la medalla de bronze en la prova d'eslàlom especial. En els Jocs Olímpics d'Hivern de 2006 realitzats a Torí (Itàlia) acosneguí guanyar tres medalles olímpiques: la medalla d'or en la prova d'eslàlom especial i dues medalles de bronze en la prova de descens i combinada alpina, a més de finalitzar sisena en l'eslàlom gegant i dotzena en el Super Gegant. En els Jocs Olímpics d'Hivern de 2010 realitzats a Vancouver (Canadà) aconseguí guanayar la seva sisena medalla olímpica, la medalla de bronze en la combinada alpina, a més de finalitzar onzena en el Super Gegant i vint-i-dosena en l'eslàlom especial.
Al llarg de la seva carrera ha guanyat dotze medalles en el Campionat del Món d'esquí alpí, destacant les set medalles d'or aconseguides: eslàlom (2001), eslàlom gegant (2003, 2005), super gegant (2005 i 2007), descens (2007) i combinada alpina (2007).

### Victòries a la Copa del Món
- 41 victòries:
  - 18 eslàloms
  - 11 eslàlom gegants
  - 5 descens
  - 4 super gegants
  - 3 combinades

| Temporada | Disciplina       |
| --------- | ---------------- |
| 2003      | Eslàlom Gegant   |
| 2004      | Combinada        |
| 2004      | Eslàlom          |
| 2004      | Eslàlom Gegant   |
| 2005      | Combinada        |
| 2006      | Eslàlom Gegant   |
| 2009      | Combinada alpina |

| Data                   | Seu                   | Disciplina     |
| ---------------------- | --------------------- | -------------- |
| 3 de desembre de 1998  | Mammoth Mountain      | Eslàlom        |
| 9 de desembre de 2001  | Sestrières            | Eslàlom        |
| 29 de desembre de 2001 | Lienz                 | Eslàlom        |
| 5 de gener de 2002     | Maribor               | Eslàlom        |
| 6 de gener de 2002     | Maribor               | Eslàlom        |
| 30 de novembre de 2002 | Aspen                 | Eslàlom        |
| 15 de desembre de 2002 | Sestrières            | KO-Eslàlom     |
| 19 de gener de 2003    | Cortina d'Ampezzo     | Eslàlom gegant |
| 25 de gener de 2003    | Maribor               | Eslàlom gegant |
| 26 de gener de 2003    | Maribor               | Eslàlom        |
| 6 de març de 2003      | Åre                   | Eslàlom gegant |
| 28 de novembre de 2003 | Park City             | Eslàlom gegant |
| 29 de novembre de 2003 | Park City             | Eslàlom        |
| 16 de desembre de 2003 | Madonna di Campiglio  | Eslàlom        |
| 28 de desembre de 2003 | Lienz                 | Eslàlom        |
| 5 de gener de 2004     | Megève                | Eslàlom        |
| 24 de gener de 2004    | Maribor               | Eslàlom gegant |
| 25 de gener de 2004    | Maribor               | Eslàlom        |
| 7 de febrer de 2004    | Zwiesel               | Eslàlom gegant |
| 8 de febrer de 2004    | Zwiesel               | Eslàlom        |
| 21 de febrer de 2004   | Åre                   | Eslàlom gegant |
| 14 de març de 2004     | Sestrières            | Eslàlom gegant |
| 23 de novembre de 2004 | Sölden                | Eslàlom gegant |
| 23 de gener de 2005    | Maribor               | Eslàlom        |
| 25 de febrer de 2005   | San Sicario           | Super gegant   |
| 26 de febrer de 2005   | San Sicario           | Descens        |
| 11 de desembre de 2005 | Aspen                 | Eslàlom        |
| 22 de desembre de 2005 | Špindlerův Mlýn       | Eslàlom        |
| 28 de desembre de 2005 | Lienz                 | Eslàlom gegant |
| 13 de gener de 2006    | Bad Kleinkirchheim    | Descens        |
| 27 de gener de 2006    | Cortina d'Ampezzo     | Super gegant   |
| 4 de febrer de 2006    | Ofterschwang          | Eslàlom gegant |
| 11 de març de 2006     | Levi                  | Eslàlom        |
| 15 de març de 2006     | Åre                   | Descens        |
| 15 de març de 2007     | Lenzerheide           | Super gegant   |
| 15 de desembre de 2007 | St. Moritz            | Descens        |
| 16 de desembre de 2007 | St. Moritz            | Super gegant   |
| 9 de març de 2008      | Crans-Montana         | Combinada      |
| 19 de desembre de 2008 | St. Moritz            | Combinada      |
| 18 de gener de 2009    | Altenmarkt-Zauchensee | Descens        |
| 29 de gener de 2010    | St. Moritz            | Combinada      |